# Ustrzyki Górne
Ustrzyki Górne is een dorp in de Poolse woiwodschap Subkarpaten. De plaats maakt deel uit van de gemeente Lutowiska en telt 114 inwoners.